# Cycle de Brayton
Pour les articles homonymes, voir Brayton.
Cycle de Joule
Le cycle de Brayton, ou cycle de Joule, est un cycle thermodynamique à caloporteur gazeux. Il a été inventé par l'ingénieur anglais John Barber (en) en 1791 et développé par l'ingénieur américain George Brayton à partir de 1872. Le cycle de Joule inverse lui est similaire, mais utilise une source de chaleur externe et incorpore un régénérateur.

## Le cycle idéal

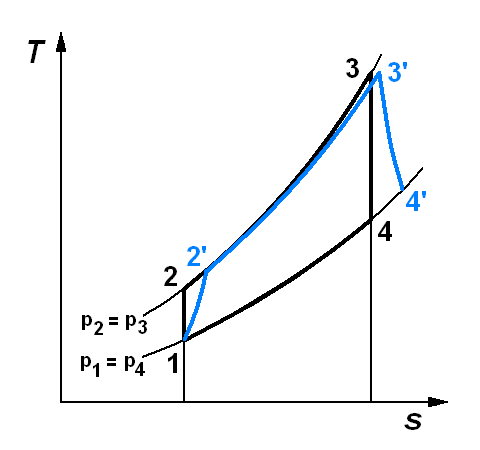
Diagramme température-entropie du cycle de Brayton idéal (en noir) et réel (en bleu).

Le cycle de Brayton idéal est le cycle théorique correspondant au fonctionnement d'une turbine à gaz élémentaire, principalement utilisée pour la production d’électricité. Il en existe deux types selon que le cycle est ouvert ou fermé :
- dans un cycle fermé, le gaz reste à l'intérieur du moteur. La chaleur est apportée par un échangeur de chaleur ou par une combustion externe, et expulsée via un échangeur de chaleur ;
- dans un cycle ouvert, l'air est aspiré, passe par trois étapes du cycle puis est expulsé dans l'atmosphère. Les cycles ouverts permettent une combustion interne. La description ci-dessous est celle d'un cycle ouvert, effectivement employé dans les centrales électriques à turbines gaz-vapeur.

Le cycle est parcouru par un débit d'air q (en kg/s) aspiré de l'atmosphère, et comprimé au moyen d’un compresseur. L'air comprimé est ensuite chauffé à pression constante dans la chambre de combustion pour être détendu dans la turbine qui entraîne le compresseur et l'alternateur. Compresseur, turbine et alternateur sont donc sur un même arbre.
Le cycle idéal suppose que la compression et la détente (lignes verticales noires 1-2 et 3-4 sur le diagramme ci-contre) sont isentropiques, et que le chauffage et le refroidissement (courbes 2-3 et 4-1) sont isobares. Dans ces conditions ce cycle est réversible et il fournit le rendement maximum permis par le théorème de Carnot : {\displaystyle \eta =1-{\frac {T_{\mathrm {f} }}{T_{\mathrm {c} }}}}, où {\displaystyle T_{\mathrm {f} }} est la température de la source froide, et {\displaystyle T_{\mathrm {c} }} celle de la source chaude. Ce rendement maximum peut également s'exprimer à partir du ratio des pressions {\displaystyle P_{1}} minimale et {\displaystyle P_{2}} maximale, comme {\displaystyle \eta =1-\left({\frac {P_{1}}{P_{2}}}\right)^{\frac {\gamma -1}{\gamma }}}, où {\displaystyle \gamma } est l'indice adiabatique.

## Le cycle réel
Le cycle réel se différencie du cycle idéal de la manière suivante :

### Irréversibilité dans le compresseur et la turbine
Ces machines sont le siège de pertes par frottements. Il s’ensuit que les températures réelles de sortie du compresseur et de la turbine seront plus élevées que dans le cas idéal, à taux de compression ou de détente constant. L’écart par rapport au cycle idéal peut être quantifié par les rendements isentropiques de compression et de détente. Chutes de pression : nous avons supposé la combustion isobare. Or, la chambre de combustion induit des pertes de charges et donc la pression de sortie de chambre de combustion sera légèrement plus faible. De plus, la présence d’un filtre à l’entrée du compresseur et d’un déflecteur à la sortie crée des pertes additionnelles.

### Débit non constant
Le débit d’air qui parcourt le cycle réel ne peut pas être considéré constant. En effet, à l’entrée de la turbine, il faut prendre en compte le débit de combustible. En outre, une partie du débit d’air est utilisée pour refroidir la turbine.

### Chaleurs massiques non constantes
Dans un cycle idéal, il est habituel de considérer cp et cv constants, alors qu’en réalité ces valeurs dépendent de la composition chimique des gaz et de la température.

### Pertes mécaniques
Aucun accouplement mécanique n’est parfait et par conséquent l’arbre de la machine est sujet à des pertes mécaniques.